# Église Saints-Pierre-et-Paul (Ploegsteert)
Pour les articles homonymes, voir Église Saints-Pierre-et-Paul.
L'Église Saints-Pierre-et-Paul est l'église paroissiale de Ploegsteert section de Comines-Warneton dans la province belge du Hainaut.

## Histoire
Dès le XVe siècle, une chapelle existait à proximité du cabaret de la Rabecque. Au 17e siècle, la mention se précise et la chapelle se dévoue à Saint-Pierre. La chapelle tomba en ruine et en 1697 une nouvelle chapelle fut fondée à l'emplacement de l'église actuelle. La chapelle dépendait de la paroisse de Warneton.
A la Révolution française, la chapelle est expropriée et rachetée par des paysans. À la suite du Concordat de 1801, Ploegsteert devient une paroisse indépendante. Dans la seconde moitié du XIXe siècle, une nouvelle église paroissiale est construite et se dédie aux Saints Pierre et Paul.
Pendant la Première Guerre mondiale, l'église est détruite. L'église a été reconstruite en 1923 et a été exécutée dans le style néo-gothique flamand.
Jusqu'en 2019, on supposait que le plan de reconstruction avait placé la nouvelle église sur l'ancienne.
Des fouilles archéologiques effectuées en 2019, durant les travaux de la Place de la Rabecque, dévoileront les vestiges de l'ancienne église ainsi que de l'ancien cimetière. Ceux-ci se trouvaient au centre de la place actuelle.
Il s'agit d'une église-halle en brique à trois nefs avec pseudotransept et tour attenante de plan carré, surmontée d'une flèche octogonale en aiguille.

## Particularités
- Mobilier en bois : l'élément le plus remarquable est la chaire de vérité en bois de forme hexagonale et ornée des sculptures des quatre évangélistes
- L'orgue mécanique est l'oeuvre de Jules Anneessens et possède 6 jeux et deux pédales.
- Les anciennes pierres de fondation gravées de l'ancienne église sont exposées au sein de la nouvelle église.